# 休日/健康
休日（きゅうじつ）は、1992年8月29日に発売された奥田民生のソロデビューシングル。
2005年3月24日に12cmシングルとして再発された。

## 解説
- ユニコーンの連続ソロ作品リリースの一環で発売された。ちなみにリリース順はじゃんけんで決定され、本作はその第2弾である。
- 初回盤は特殊ジャケット仕様。
- 表題曲は現在ユニコーンの『ULTRA SUPER GOLDEN WONDERFUL SPECIAL ABSOLUTE COMPLETE PERFECT SUPREME TERRIFIC ULTIMATE...』にのみ収録されている。
- 今作と同時期にレコーディングされ、ミニ・アルバム『UNICORN』に収録された「行列」も含め全てタイトルが漢字2文字で統一されている。

## 収録曲
| 全作詞・作曲・編曲: 奥田民生。 |           |          |            |      |
| #                              | タイトル  | 作詞     | 作曲・編曲 | 時間 |
| 1.                             | 「休日」  | 奥田民生 | 奥田民生   | 3:59 |
| 2.                             | 「健康」  | 奥田民生 | 奥田民生   | 4:31 |
| 合計時間:                      | 合計時間: | 8:30     |            |      |

### 曲解説
1. 休日
2. 健康
寺岡呼人とのユニット「寺田」の頃に作られた曲で、オリジナルと比べてギター音が1音（全音）上がっている。
トリビュートアルバム『奥田民生・カバーズ』ではPUFFYがカバーしている。

## 収録アルバム
- ULTRA SUPER GOLDEN WONDERFUL SPECIAL ABSOLUTE COMPLETE PERFECT SUPREME TERRIFIC ULTIMATE... (#1)
- BETTER SONGS OF THE YEARS (#2)